# NGC 5895
NGC 5895 (другие обозначения — MCG 7-31-43, ZWG 221.42, PGC 54366) — спиральная галактика (Sc) в созвездии Волопас.
Этот объект входит в число перечисленных в оригинальной редакции «Нового общего каталога».